# Orselina
Orselina es una comuna suiza del cantón del Tesino, situada en el distrito de Locarno, círculo de Locarno. Limita al norte con la comuna de Avegno-Gordevio, al noreste y este con Minusio, al sur con Muralto, y al oeste con Locarno.

## Madonna del Sasso
En Orselina se encuentra el santuario de la Madonna del Sasso, una basílica del siglo XV, lugar de peregrinación y edificio destacado de la ciudad.